# Kheireddine Zarabi
Pour les articles homonymes, voir Zarabi.
Kheireddine Zarabi  né le 8 juillet 1984 à Alger , est un footballeur algérien. Il évolue au poste de défenseur central.

## Biographie
En décembre 2010 il résilie son contrat avec le Vitória Setúbal pour s'engager quelques semaines plus tard avec le Leixões Sport Club en D2 portugaise.
En août 2011, il signe un contrat de deux saisons pour le club de Liga Orangina (D2) du FC Arouca puis il rejoint le club d'União Madeira en 2013. En janvier 2016, il signe pour le Nîmes Olympique dans laquelle il ne jouera que deux fois avant d'être libéré et de rejoindre le Sporting Clube da Covilhã.
Son frère aîné est l'international algérien Abderaouf Zarabi.

## Palmarès
- Finaliste de la Coupe de la Ligue de Finlande en 2008 avec le TPS Turku.
- Accession en Liga ZON Sagres en 2013 avec le FC Arouca.